# 16507 Fuuren
16507 Fuuren è un asteroide della fascia principale. Scoperto nel 1990, presenta un'orbita caratterizzata da un semiasse maggiore pari a 3,0172649 au e da un'eccentricità di 0,1217549, inclinata di 11,18075° rispetto all'eclittica.
L'asteroide è dedicato all'omonima città giapponese.